# Mașină

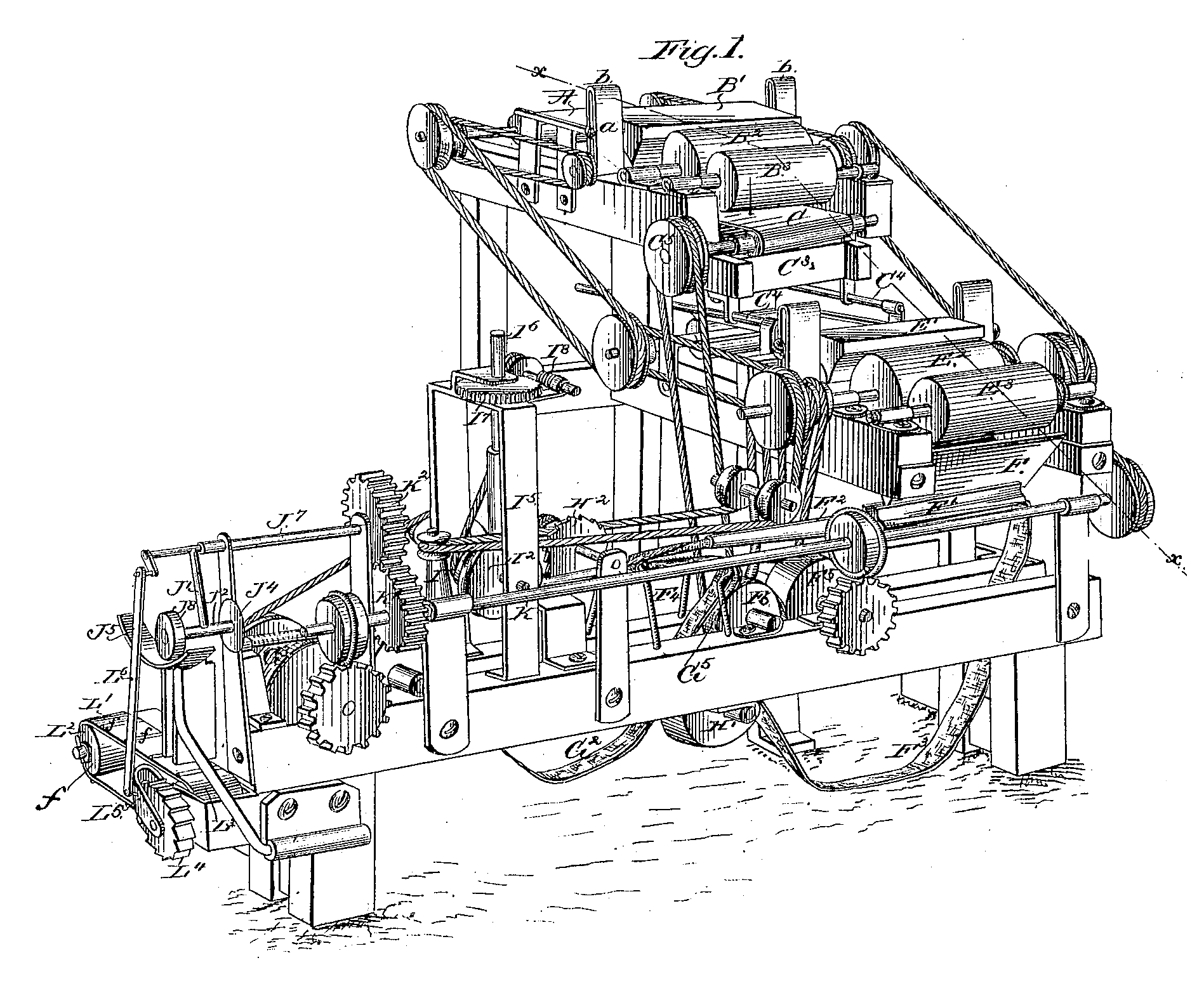
Mașina pentru rulat țigări a lui James Albert Bonsack, inventată în 1880 și patentată în 1881.

O mașină este un sistem tehnic alcătuit din piese, organe și mecanisme cu anumite mișcări  determinate, ce funcționează coordonat, care transformă o formă de energie în altă formă de energie sau în lucru mecanic util, respectiv un dispozitiv, aparat sau instrument format din mai multe piese, care este pus în mișcare de o forță în scopul obținerii anumitor efecte.
Se folosesc mai multe metode pentru a furniza energia pentru mașini, printre care sunt cele mecanice, chimice, termice sau electrice.